# Aérodrome de Pantelleria
L'aérodrome de Pantelleria (code IATA : PNL • code OACI : LICG) est un aéroport italien situé au nord-ouest de l'île de Pantelleria.

## Histoire
L'aérodrome a ouvert en 1938, fut détruit durant la Seconde guerre mondiale, puis reconstruit par les Américains.
La dernière modernisation date d'août 2012.

## Situation

### Carte des aéroports en Italie
| \| 100 km1:7 506 000 \| Abruzzes Alghero Ancône Bari Bergame Bologne Bolzano Brescia Brindisi Cagliari Catane Comiso Grosseto Coni Elbe Florence Foggia Gênes Lamezia Terme Lampedusa Milan L. Milan M. Naples Olbia Palerme Pantelleria Parme Pérouse Pise Reggio de Calabre Rimini Rome C. Rome F. Salerne Trapani Trévise Trieste Turin Venise Vérone |
| 100 km1:7 506 000 |

## Trafic passagers

### En graphique
Pour des raisons techniques, il est temporairement impossible d'afficher le graphique qui aurait dû être présenté ici.

Voir la requête brute et les sources sur Wikidata.

### En tableau
| Année | Passagers | Mouvements | Variation |
| ----- | --------- | ---------- | --------- |
| 2014  | 127 160   | 3.581      | 0,05 %    |
| 2013  | 127 102   | 3.765      | 1,61 %    |
| 2012  | 125 093   | 4.150      | 7,03 %    |
| 2011  | 134 556   | 4.077      | 3,75 %    |
| 2010  | 139 805   | 4.040      | 2,15 %    |
| 2009  | 136 860   | 3.519      | 10,71 %   |
| 2008  | 153 268   | 4.047      | 7,57 %    |
| 2007  | 165 826   | 4.869      | 8,79 %    |
| 2006  | 152 427   | 4.585      | 10,41 %   |
| 2005  | 138 057   | 4.026      | 2,52 %    |

## Compagnies aérienneset destinations
| Compagnies           | Destinations |
| -------------------- | --- |
| Danish Air Transport | Catane-Fontanarossa, Palerme Falcone-Borsellino, Trapani-V. Florio (Birgi) |
| ITA Airways          | En saison: Milan-Linate, Rome Léonard-de-Vinci/Fiumicino |
| Volotea              | En saison: - Bergame-Orio al Serio, - Bologne-Borgo Panigale, - Milan-Linate, - Naples-Capodichino, - Turin S.-Pertini (Caselle), - Venise - Marco Polo, - Vérone - Villafranca |

Actualisé le 05/01/2023